# 塞梅尼夫卡 (庫皮揚斯克區)
49°38′34″N 37°1′23″E / 49.64278°N 37.02306°E
塞梅尼夫卡（烏克蘭語：Семенівка ）是位於烏克蘭東部的村莊，由哈爾科夫州庫皮揚斯克區的舍夫琴科韦市镇負責管轄。該村始建於1812年，面積3.52平方公里，海拔高度138米，2001年人口563。